# John Lewis (hudebník)
John Lewis (3. května 1920 La Grange, Illinois, USA – 29. března 2001 New York City, New York, USA) byl americký jazzový klavírista, hudební skladatel, aranžér a vedoucí skupiny Modern Jazz Quartet, se kterou nahrál řadu alb. Spolupracoval s mnoha dalšími hudebníky, mezi které patří Miles Davis, Clifford Brown, Sonny Stitt, Dizzy Gillespie nebo Milt Jackson. Zemřel v roce 2001 na rakovinu prostaty ve věku 80 let a ve stejný rok rovněž získal ocenění NEA Jazz Masters.